# Wild Orchid
Wild Orchid – amerykański girlsband którego główną wokalistką była Stacy „Fergie” Ferguson, była członkini hip hopowej grupy The Black Eyed Peas. W zespole występowały również Renee Sandstorm, Stefanie Ridel, Micki Duran i Heather Holyoak.

## Dyskografia
Albumy
- Wild Orchid (1996)
- Oxygen (1998)
- Fire (2001)
- Hypnotic (2003)

Kompilacje
- Talk to Me: Hits, Rarities & Gems (2006)

Single
- At Night I Pray (1996)
- Talk To Me (1997)
- Supernatural (1997)
- Be Mine (1998)
- Stuttering (Don't Stay) (2001)

Teledyski
- At Night I Pray (1996)
- At Night I Pray (Director Version) (1996)
- Merry Kris-Mix (1996)
- Talk To Me (1997)
- Talk to Me (Junior Vasquez Mix) (1997)
- Supernatural (1997)
- Supernatural (Remix) (featuring K-Borne) (1997)
- Be Mine (1998)

## Nominacje
- Billboard Music Award	– Best Clip – Dance – "Talk to Me" (1997)
- Billboard Music Award	Best New Artist Clip – Dance – "Talk to Me" (1997)